# Jack Riley (acteur)
Pour les articles homonymes, voir Jack Riley.
John A. Riley Jr., dit Jack Riley, né le 30 décembre 1935 à Cleveland dans l'Ohio et mort le 19 août 2016 à Los Angeles en Californie d'une pneumonie, est un acteur américain.

## Filmographie

### Cinéma
- 1962 : Le Jour du vin et des roses (Days of Wine and Roses) de Blake Edwards : Waiter
- 1970 : Catch 22 (Catch-22) : Doctor
- 1971 : John McCabe (McCabe & Mrs. Miller) de Robert Altman : Riley Quinn
- 1971 : The Todd Killings
- 1973 : Le Privé (The Long Goodbye) : Lenny - Piano Player
- 1974 : Bank Shot de Gower Champion : Jackson
- 1974 : California Split : Second bartender
- 1976 : La Dernière folie (Silent Movie) : Executive
- 1977 : Drôle de séducteur (The World's Greatest Lover) : Projectionist
- 1977 : Le Grand frisson (High Anxiety) : Desk Clerk at Hyatt Regency
- 1978 : L'Attaque des tomates tueuses (Attack of the Killer Tomatoes!) : Salesman
- 1979 : Les Joyeux débuts de Butch Cassidy et le Kid (Butch and Sundance: The Early Days) : Messenger
- 1981 : La Folle Histoire du monde (History of the World: Part I) : Stoned Soldier
- 1982 : Frances : Bob Barnes
- 1983 : To Be or Not to Be : Dobish
- 1984 : Cash-cash (Finders Keepers) : Ormond
- 1984 : Patrouille de nuit (Night Patrol) : Doctor Ziegler
- 1987 : La Folle Histoire de l'espace (Spaceballs) : TV Newsman
- 1988 : Portrait of a White Marriage
- 1988 : Payback : Coroner
- 1989 : C.H.U.D. II - Bud the Chud : Wado
- 1989 : Skate Rider (en) (Gleaming the Cube) de Graeme Clifford : Homeowner
- 1993 : Une femme dangereuse (A Dangerous Woman) : Bandleader
- 1995 : Theodore Rex (vidéo) : Alaric
- 1997 : Venus Envy : Mr. Wood
- 1997 : A Rugrats Vacation (vidéo) : Stuart 'Stu' Pickles
- 1997 : Boogie Nights : Amber Waves' Ex-Husband's Lawyer
- 1998 : Chairman of the Board : Condom Boss
- 1998 : Les Razmoket, le film (The Rugrats Movie)  de Norton Virgien et Igor Kovaljov : Stu Pickles (voix)
- 2000 : Les Razmokets à Paris - Le film (Rugrats in Paris: The Movie - Rugrats II) : Stu Pickles (voix)
- 2001 : La Cour de récré: Vive les vacances (Recess: School's Out) : Golfer #1 (voix)
- 2003 : Les Razmoket rencontrent les Delajungle (Rugrats Go Wild!) : Stu Pickles (voix)
- 2003 : Burl's : Gym Instructor
- 2006 : Room 6 : Brewster

### Télévision
- 1966 : Occasional Wife (série TV) : Wally Frick (unknown episodes)
- 1968 : Mitzi (TV)
- 1973 : Columbo : Candidat au crime (Candidate for Crime) : Directeur
- 1979 : The Halloween That Almost Wasn't (en) (TV) : Wolf Man AKA Warren The Werewolf
- 1980 : Marriage Is Alive and Well (TV) : Owen
- 1980 : The Tim Conway Show (série TV)
- 1982 : Love in the Present Tense (TV) : Alex
- 1983 : When Your Lover Leaves (TV) : Ralph
- 1985 : The History of White People in America (TV) : Scientist
- 1985 : Lots of Luck (TV) : Marvin
- 1985 : First the Egg (TV) : Mr. White
- 1985 : Brothers-in-Law (TV) : Freeman
- 1986 : The History of White People in America: Volume II (TV) : Scientist
- 1987 : Roxie (série TV) : Leon Buchanan
- 1991 : The Bob Newhart Show 19th Anniversary Special (TV) : Elliot Carlin
- 1992 : The Tonight Show with Jay Leno (série TV) : Various Characters (unknown episodes)
- 2001 : The Rugrats: All Growed Up (TV) : Stuart 'Stu' Pickles (voix)
- 2003 : Les Razbitume (All Grown Up) (série TV) : Stu Pickles (unknown episodes)
- 2005 : McBride: The Doctor Is Out... Really Out (TV) : Alex